# G. Váczi Lajos
G. Váczi Lajos (Komádi, Bihar vármegye, 1891. március 8. – 1970. február 17.) magyar gazdálkodó, kisgazda politikus, országgyűlési képviselő.

## Élete
1891-ben született a Bihar vármegyei Komádiban, református vallású, kisgazda családban. Szülei Váczi József és Varga Márta. Hat elemi iskolai osztályt végzett; később, az első világháborúban megsebesült és mint 75 százalékos hadirokkant tért haza a harctérről.
Politikával még Nagyatádi Szabó István működése idején, az Országos Kisgazda- és Földműves Párt berkeiben kezdett foglalkozni, majd a Gaál Gaszton vezette Független Kisgazdapárt életébe kapcsolódott be, amely Bihar vármegyében igen erőteljes hangsúlyt fektetett a pártszervezési munkára.
Hamar bekerült a párt nagyválasztmányába – melynek ülésein tevékenyen részt is vett –, az 1939. évi általános választáson pedig az országgyűlési képviselőségért is elindult pártja programjával, a biharkeresztesi választókerületben. Bár az érvényesen leadott szavazatoknak csak mintegy harmadát szerezte meg, így is mandátumot szerzett a párt megyei listájáról, mint annak második jelöltje, miután a listavezető Szijj Bálint (aki felsőházi tag is volt) lemondott listás képviselői helyéről.